# Andy Dales
Andy Dales (sinh ngày 13 tháng 11 năm 1994) là một cầu thủ bóng đá người Anh thi đấu cho Scunthorpe United, ở vị trí tiền đạo.

## Sự nghiệp câu lạc bộ
Dales dành 10 năm với đội trẻ Derby County sau khi gia nhập lúc 9 tuổi. Sau đó anh thi đấu non-league với Mickleover Sports, và tập luyện ở Học viện V9, trước khi ký hợp đồng với Scunthorpe United vào tháng 6 năm 2018. Anh ghi bàn trong màn ra mắt ngày 4 tháng 8 năm 2018.

## Sự nghiệp quốc tế
Dales từng thi đấu cho đội tuyển Anh C.